# 嘎玛
嘎玛（藏語：ཀརྨ，威利转写：karma，1954年11月—）， 女，藏族，西藏班戈人，中华人民共和国政治人物。曾任西藏自治区妇女联合会党组书记、主席，西藏自治区人大常委会副主任。